# Ombilingruvan
Ombilingruvan är en nedlagd kolgruva i Sawahlunto på västra Sumatra i Indonesien. Det är den äldsta kolgruvan i Sydostasien och utsågs till världsarv av Unesco 2019.

## Bakgrund
Kolfyndigheterna i Barisanbergen upptäcktes av den holländska geologen  Willem Hendrik de Greve år 1867. Den första brytningen skedde i byn Sungai Durian och ett holländskt statligt gruvbolag bildades 1888. Gruvan var klar 1891 och under det första året bröts 47 833 ton stenkol i dagbrottet. På 1930-talet försörjde gruvan stora delar av Nederländska Ostindien med kol.
Samhället Sawahlunto byggdes upp kring gruvan och växte till ett industriellt center i slutet av 1800-talet. En 155 kilometer lång järnväg byggdes för att transportera kolet från gruvan till den nybyggda hamnen i Teluk Bayur, tidigare Emmahaven, på Sumatras västkust där det lastades på de nederländska ångfartygen SS Sawahlunto och SS Ombilin för export. Gruvarbetarna var lokala från 
minangkabaufolket, inhyrda arbetare från Java och Kina samt straffångar från Java och Sumatra, så kallade kettinganger, som transporterades dit med händer, fötter och hals i kedjor. Antalet anställda steg från drygt 1 200 år 1896 till mer än 11 000 tjugofem år senare, varav de flesta var straffångar.
Gruvan minskade i betydelse under den japanska ockupationen 1943-1945 och övertogs senare av indonesiska staten. År 1985 började man bryta under jord och 2002 stängdes dagbrottet. Produktionen varierade kraftigt från år till år, men var i medeltal 9 miljoner ton om året i perioden mellan 2003 och 2016. Gruvan lades ned år 2019.

## Världsarv
Ombilingruvan föreslogs som världsarv år 2015 och sattes upp på Unescos tentativa lista och utnämndes 2019. En del av gruvan, inklusive tunneln Mbah Soero, arbetarbostäderna och sikthuset har bevarats och i gruvarbetarnas tidigare matsal har ett museum över gruvans historia inretts. Det är också möjligt att besöka en av de gamla gruvgångarna. Världsarvet består av själva gruvan med utrustning, gruvstaden Sawahlunto, järnvägen med kuggstångsbana tunlar och broar samt den muddrade hamnen Emmahaven.

## Galleri

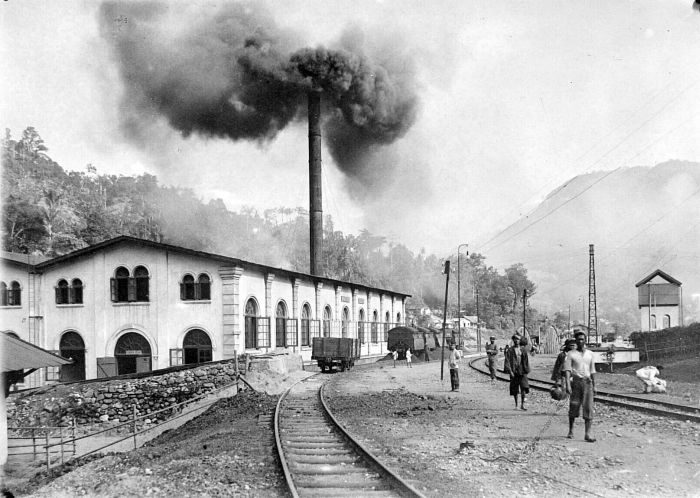
Gruvkontoret, okänt datum.
Gruvan cirka 1910.
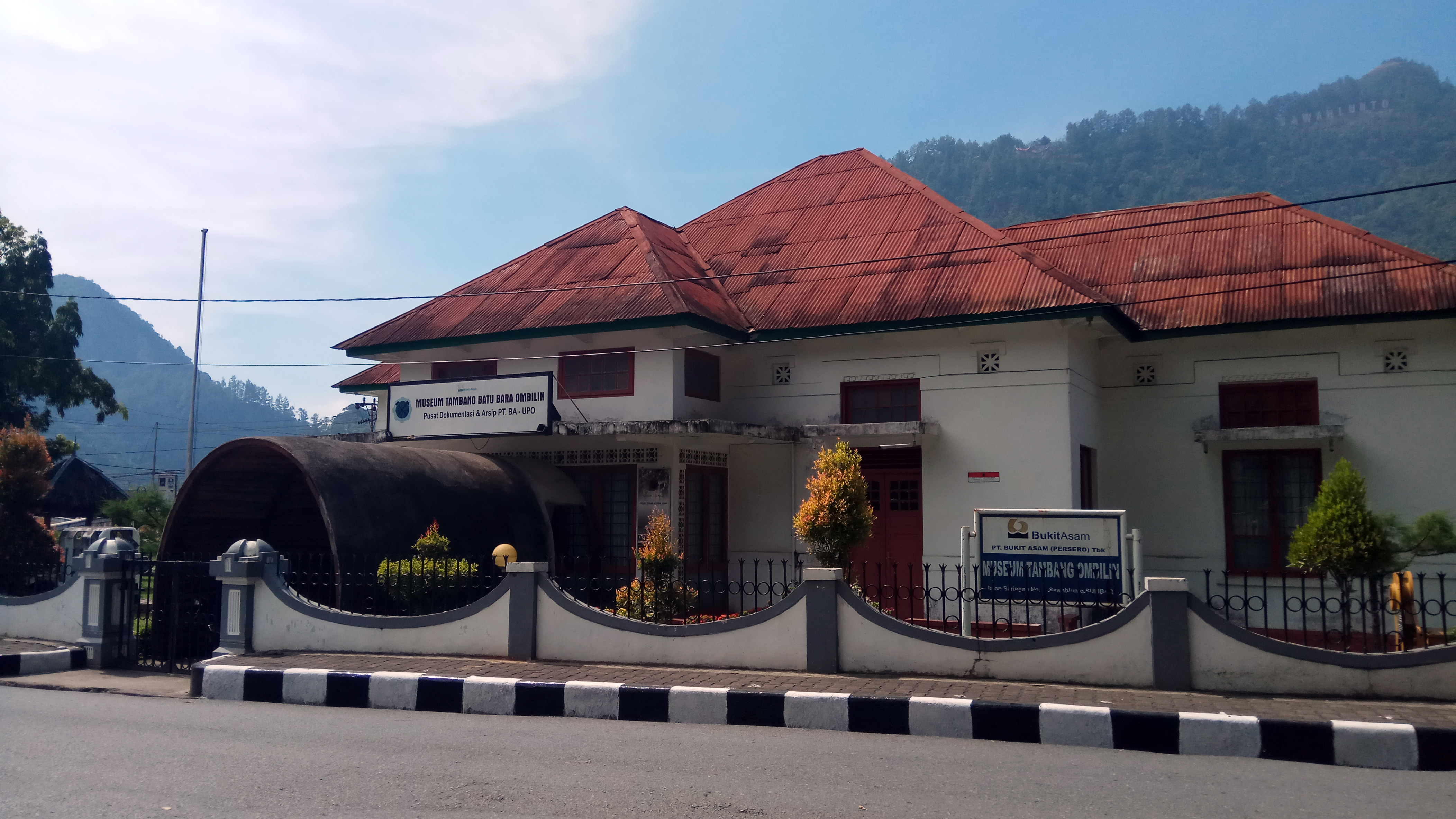
Gruvmuseet.